# Portefeuille (taak)
Elke bestuurder heeft een eigen beleidsterrein, ook wel portefeuille genoemd. Daaraan gekoppeld heeft elke bestuurder een eigen afdeling waar veel ambtenaren voor hem of haar werken. Een bestuurder kan een wethouder, minister, staatssecretaris, burgemeester, gedeputeerde, commissaris van de Koning, dijkgraaf of watergraaf zijn. De ambtenaren bereiden voor de bestuurders wetsvoorstellen voor, antwoorden op technische vragen en brengen advies uit. 
Niet altijd hebben bestuurders eigen afdelingen, zoals een ministerie, onder zich. Zo is er in het verleden voor gekozen om de minister van Ontwikkelingssamenwerking (zie minister voor Buitenlandse Handel en Ontwikkelingssamenwerking) bij Buitenlandse Zaken onder te brengen, en de minister voor Vreemdelingenbeleid en Integratie bij het ministerie van Binnenlandse Zaken en Koninkrijksrelaties. Dit soort ministers wordt daarom minister zonder portefeuille genoemd.
Ook wordt de aanduiding portefeuille gebruikt voor de beleidsterreinen waar een Kamerlid, Statenlid, algemeen bestuurslid waterschap of gemeenteraadslid zich mee bezighoudt. Deze zijn vaak gekoppeld aan een bepaald beleidsterrein van een bestuurder. 